# Національний парк Борана
Національний парк Борана (також відомий як Національний парк Борена ) — заповідник дикої природи, розташований у зоні Борана регіону Оромія в Ефіопії.

## Географія
Національний парк Борана розташований на півдні Ефіопії. Він займає площу 45366 км2.  Парк розташований на південній околиці Ефіопського нагір'я. На півдні він обмежений кенійсько-ефіопським кордоном. Він межує із заповідником дикої природи Челбі на заході, національним парком Жерай на сході та заповідником дикої природи Ябело та національною лісовою пріоритетною територією Ареро на півночі.
Зони збереження парку поділені на кілька блоків на основі їхнього біорізноманіття, спільноти та середовища: блоки Ябелло, Діда-Хара, Гаммедо, Данбала-Дхібаю та Саріте.Головна туристична визначна пам’ятка парку - три озера, найвідоміше з яких Ель-Сод, яке відоме тим, що забезпечує місцевим жителям доступ до мінеральної води та солі.

## Дика природа

### Флора
Національний парк Борана містить близько 327 видів рослин, виявлених у регіоні Борена, які розподілені між 197 родами та 69 сімействами. Більшість паркових територій є частиною екорегіону сомалійських чагарників і заростей акації-комміфори. Екорегіон гірських лісів Ефіопії поширюється на північно-центральну частину парку та включає сухі регіони Афромонтану, розташовані в гірському районі поблизу Ареро, разом із сухими вічнозеленими деревами та ялівцевими деревами. Блок Sarite здебільшого вкритий широко поширеними луками та сухою відкритою саваною, тоді як блок Dida-hara містить посухостійкі ліси, які складаються з Boscia mossambicensis та Acacia tortilis .

### Тваринний світ
Національний парк Борана є домом для щонайменше 40 видів ссавців. Він відомий тим, що є притулком для двох окремих видів зебр, які зустрічаються на луках і в лісах: рівнинних зебр і зебр Греві, що знаходяться під загрозою зникнення. Інші ссавці, які рідко зустрічаються в національному парку Борана, включають малих куду, великих куду, чорноспинних шакалів, ориксів бейза, геренуків, бородавочників, газелей Земмеррінга та газелей Гранта. Колись тут процвітали стада кангоні Свейна, але їх винищили. 

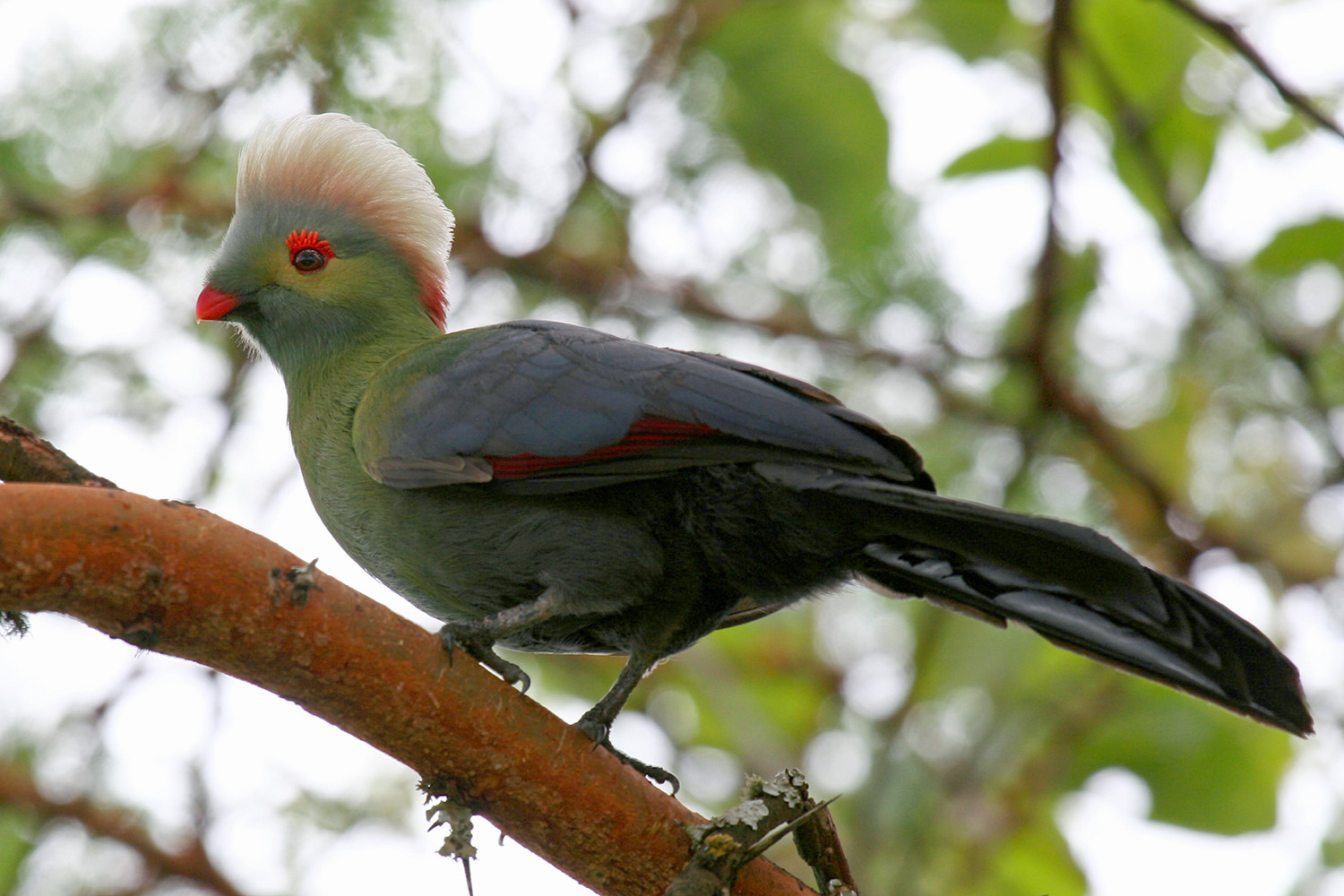
Турако Русполі, один з ендемічних видів птахів, оселився в національному парку Борана

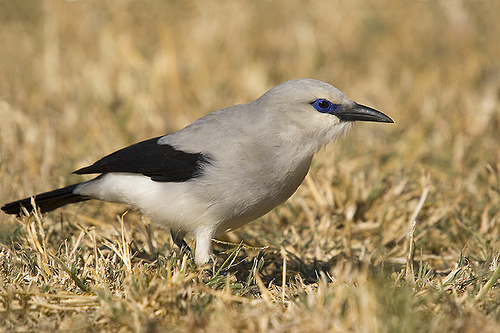
Вимираюча ефіопська Джиджітка чагарникова(Zavattariornis stresemanni) у національний парк Борана

Подібно до заповідника дикої природи Ябело, Національний парк Борана має багату орнітофауну, тут зареєстровано принаймні 280 видів. Джиджітка чагарникова, білохвоста ластівка, турако принца Русполі та чорнолоба пташка —  чотири ендемічні види парку, які вважаються зникаючими. Інші птахи парку включають страусів, короткохвостих жайворонків, червоногрудих папуг, кублу Прінгла, акацієву синицю, східного жовтодзьобого птаха носорога, абіссінських канарок, чудових шпаків, грифових цесарок, сомалійських горобців, чорношапочних соціальних ткачів, сомалійських дрімлюг У національному парку Борана зустрічаються джибутійські дрімлюги, сіроголові соціальні ткачі, ефіопські шпаки, дятлики зеленокрилі, сіроголові сріблодзьоби та польові щеврики.

## Охорона
Територія парку створена, щоб допомогти відновити дику природу та місцеві громади. Заходи з відновлення включають повторне заселення зебр та запобігання посухам. Територія Борана раніше була визначена як контрольована мисливська зона, а пізніше отримала статус національного парку. Сьогодні ця територія зіткнулася з численними загрозами та проблемами, які загрожують екосистемі парку, такими як посухи, поширення інвазивних видів, надмірний випас худоби та будівництво доріг. 